# Cristina Fernández de Kirchner
Cristina Elisabet Fernández Wilhelm vedova Kirchner (Ciudad Eva Peron, 19 febbraio 1953) è una politica e avvocata argentina, dal 10 dicembre 2007 al 10 dicembre 2015 presidente dell'Argentina. È stata anche vicepresidente dell'Argentina dal 2019 al 2023.
Come moglie dell'ex presidente Néstor Kirchner, inoltre, fu dal 2003 al 2007 la primera dama dell'Argentina. Già senatrice dal 1995 al 2005, fu eletta alla presidenza del Paese il 28 ottobre 2007 con il 45,29% come leader del Fronte per la Vittoria, partito del peronismo di sinistra e sostenuta da una coalizione di centro-sinistra, Concertación Plural. Fu confermata per un secondo mandato alle elezioni presidenziali del 3 novembre 2011 vincendo con il 54,11% dei voti.
Si tratta della seconda donna a diventare presidente della Repubblica argentina dopo Isabelita Perón la quale, tuttavia, ascese a tale carica subentrando, come vicepresidente, al defunto marito Juan Domingo. Cristina Kirchner è, quindi, la prima donna eletta alla massima carica della Repubblica, nonché la quarta a vincere libere elezioni presidenziali in un Paese americano dopo la nicaraguense Violeta Chamorro (1990), la guyanese Janet Jagan (1997) e la cilena Michelle Bachelet (2005).
Ha perseguito politiche di stampo progressista e socialista iniziate dal suo predecessore e marito, Nestor Kirchner. Queste politiche avevano l'intenzione di migliorare l'economia nazionale dopo la depressione economica argentina con ingenti interventi statali e politiche ostili al settore privato. Grazie alla presenza del Fronte per la Vittoria e del suo fronte giovanile, La Campora, Kirchner ottenne esteso supporto da parte delle fasce più deboli e giovanili, mentre allo stesso tempo si sviluppò un conflitto con il mondo dell'informazione, specialmente con il Gruppo Clarin che espose presunti casi di corruzione e scambi di tangenti durante le presidenze dei due coniugi.

## Biografia
Figlia di Eduardo Fernández e di Ofelia Wilhelm, Cristina Fernández de Kirchner nacque a La Plata (provincia di Buenos Aires) il 19 febbraio 1953. Suo padre era di discendenze spagnole, mentre la madre discendeva da una famiglia tedesca.
I suoi studi superiori si tennero presso La Plata, ove ottenne il diploma come perito commerciale. In seguito studiò giurisprudenza presso la facoltà di scienze giuridiche e sociali dell'Università Nazionale di La Plata. In Argentina esiste tuttavia una polemica in relazione al suo titolo di studio. La signora Cristina Fernández non ha mai esercitato la professione di avvocato e non esistono prove concrete che testimonino l'ottenimento della laurea. Sempre a La Plata, nel 1973 iniziò la sua attività politica schierandosi nel "Frente de Agrupaciones Eva Perón", un'organizzazione studentesca facente parte delle "Fuerzas Armadas Revolucionarias" che lo stesso anno si unì alla "Federación Universitaria por la Revolución Nacional" creando la "Juventud Universitaria Peronista" dell'università di La Plata.
È qui che conobbe Néstor Kirchner; dopo essere stati fidanzati per circa sei mesi, si sposarono nel maggio 1975.
Il colpo di Stato a Isabel Martínez de Perón, con la conseguente presa di potere da parte della dittatura militare, costrinse la giovane coppia a trasferirsi nella città natale del marito, Río Gallegos nella provincia di Santa Cruz. In Patagonia i due avviarono uno studio legale. In quello stesso periodo la cognata di Cristina Fernández (sorella di Néstor Kirchner), Alicia Kirchner, copriva l'incarico di sottosegretario allo sviluppo sociale del regime militare che amministrava la provincia di Santa Cruz.
Nacquero due figli, Máximo e Florencia. Il 27 ottobre 2010 il marito Néstor Kirchner morì per infarto cardiaco. Il 28 dicembre 2011, attraverso le parole del suo portavoce Alfredo Scoccimarro, venne dato l'annuncio che la presidente Cristina Fernández de Kirchner era malata di cancro alla tiroide. Per consentire le cure necessarie, dal 4 al 24 gennaio 2012, la guida del Paese sarebbe passata temporaneamente nelle mani del vice Amado Boudou. Il 4 gennaio 2012 lo stesso portavoce lesse il bollettino medico, annunciando che l'operazione di rimozione del tumore aveva avuto successo.

### Carriera politica

#### Incarichi pubblici
Nel 1989 fu eletta deputata provinciale di Santa Cruz, rieletta nel 1993. Nel 1995 accedette al Senato nazionale in rappresentanza di Santa Cruz. Nel 1997 divenne deputata nazionale; nel 2001, tornò in Senato per la stessa provincia.
Nelle elezioni legislative del 23 ottobre 2005 fu eletta senatrice per la provincia di Buenos Aires, guidando il Frente para la Victoria, una "costola" del Partito Giustizialista. Vinse, per soli 26 voti, il confronto con Hilda González de Duhalde, moglie dell'ex presidente Eduardo Duhalde.

#### Candidatura alle elezioni presidenziali

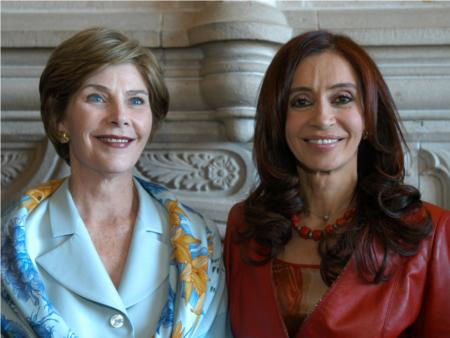
Laura Bush e Cristina Kirchner il 5 novembre 2005.

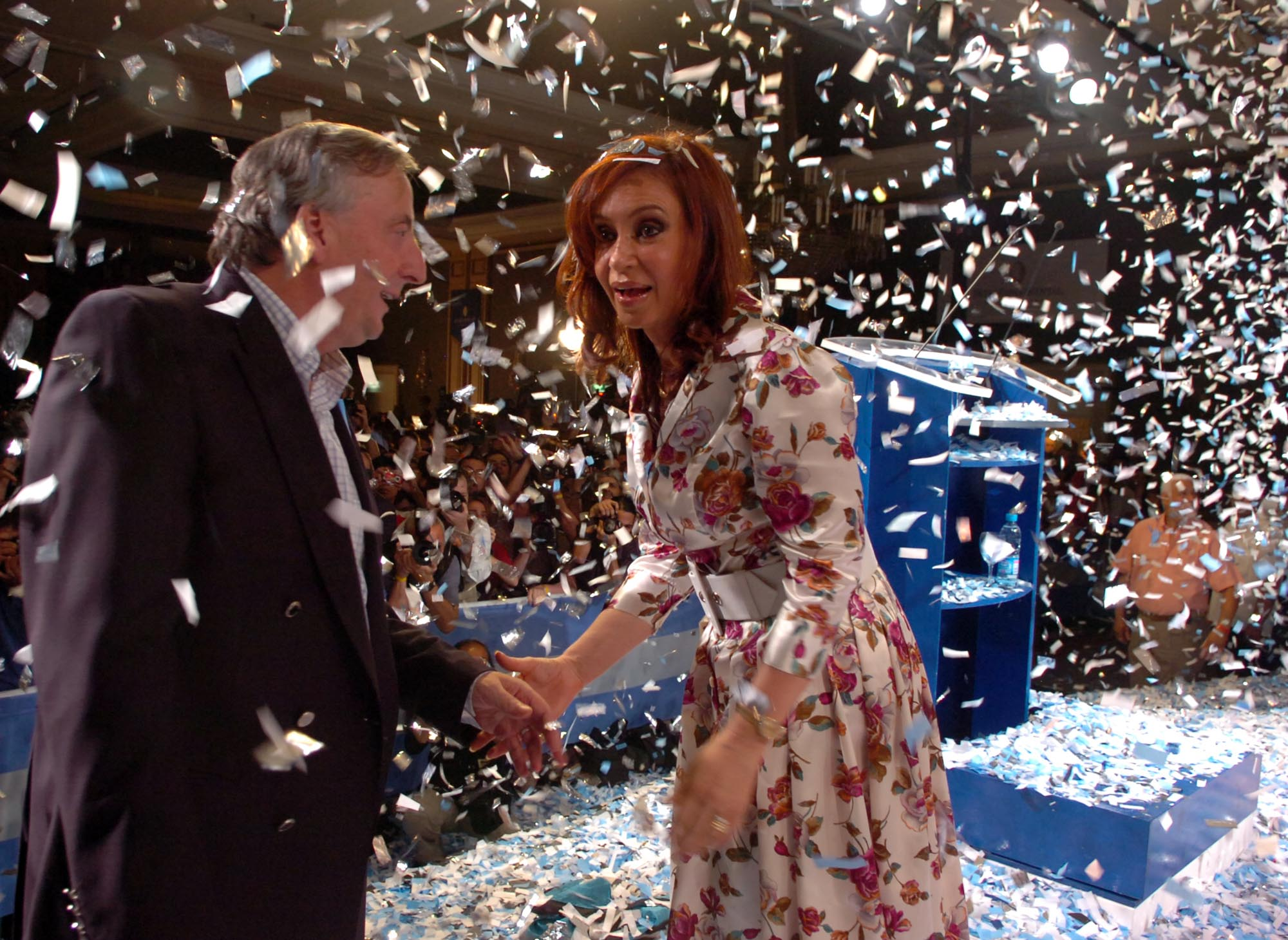
Cristina Kirchner accanto al marito il giorno dell'elezione alla presidenza dell'Argentina, il 28 ottobre 2007.

Il 2 giugno 2007 il Capo di Gabinetto Alberto Fernández affermò che Kirchner non si sarebbe ripresentato alle successive elezioni del 28 ottobre, proponendo la candidatura della moglie Cristina Fernández de Kirchner, senatrice del Frente para la Victoria-Provincia de Buenos Aires.
Il 19 luglio il partito presentò la candidatura della senatrice Fernández de Kirchner per la presidenza. Tale candidatura fu lanciata a La Plata, sua città natale. Alcuni settori del Partito Giustizialista hanno suscitato interesse ribadendo la volontà di candidare Kirchner.
Fu appoggiata da altre donne progressiste impegnate in politica, come Michelle Bachelet, presidente del Cile, Hillary Clinton, senatrice USA, Ségolène Royal, ex candidata alla elezioni presidenziali in Francia del 2007.

## Presidenza della Repubblica Argentina
Il 28 ottobre 2007 la candidata del Fronte per la Vittoria vinse le elezioni con il 45,29% superando la candidata della Coalición Cívica (centrista) Elisa Carrió che ottenne il 23,04%. Kirchner vinse in tutte le province tranne nella Capitale Federale (dove Carrió prevalse con il 37% contro il 22% di Kirchner), nella provincia di Córdoba (dove vinse l'ex ministro dell'economia Roberto Lavagna dell'Unione Civica Radicale) e nella provincia di San Luis (dove prevalse Adolfo Rodríguez Saá). Secondo i rilevamenti demoscopici, nella vittoria di Cristina Fernández alle presidenziali fu rilevante l'apporto delle classi meno agiate e dei lavoratori.
Il 10 dicembre 2007 successe a suo marito, divenendo la seconda donna eletta alla massima magistratura argentina e la prima eletta per volontà popolare.
Si è confermata presidente in occasione delle elezioni presidenziali del 2011.

### Il declino
Nel 2012 il governo della Kirchner tentò d'intervenire sulla Costituzione del paese proponendo di modificare il numero massimo dei mandati presidenziali (la Costituzione argentina ne prevede un massimo di due per ciascun presidente), in modo che la presidente Kirchner potesse ricandidarsi alla elezioni presidenziali del 2015 e ottenere quindi un terzo mandato di governo. La proposta non fu però approvata, non essendo stata raggiunta la maggioranza richiesta dei 2/3 dei parlamentari.
Dopo otto anni di governo, la presidente Kirchner ha lasciato il Paese in difficili condizioni economiche: nel 2015 l'Argentina si trovava in una situazione di stagnazione, il debito pubblico era in aumento (dal 45,3% del PIL del 2014 al 52,1% del 2015), la bilancia dei pagamenti era in negativo e l'inflazione al 20%. Il 31 luglio 2014 l'Argentina fu stata dichiarata in stato di "default" tecnico, non avendo pagato i debiti nei confronti degli obbligazionisti che, nel 2005, avevano aderito alla ristrutturazione del debito.
Nel gennaio 2015 la presidente Kirchner affrontò la più grave crisi politica che abbia investito il suo potere: dopo la morte del procuratore Alberto Nisman, fu incriminata, assieme ad altri membri del suo entourage, il 15 febbraio per aver ostacolato la giustizia mettendo in atto un piano per insabbiare le responsabilità dell'Iran nell'attentato terroristico contro un centro ebraico, avvenuto a Buenos Aires nel 1994. Il giudice federale Daniel Rafecas ha poi respinto l'incriminazione il 26 febbraio 2015, dichiarando infondate tutte le accuse formulate dal sostituto procuratore Alberto Nisman e formalizzate quattro giorni prima che fosse trovato morto in circostanze misteriose nel suo appartamento (cfr. la sezione Controversie).

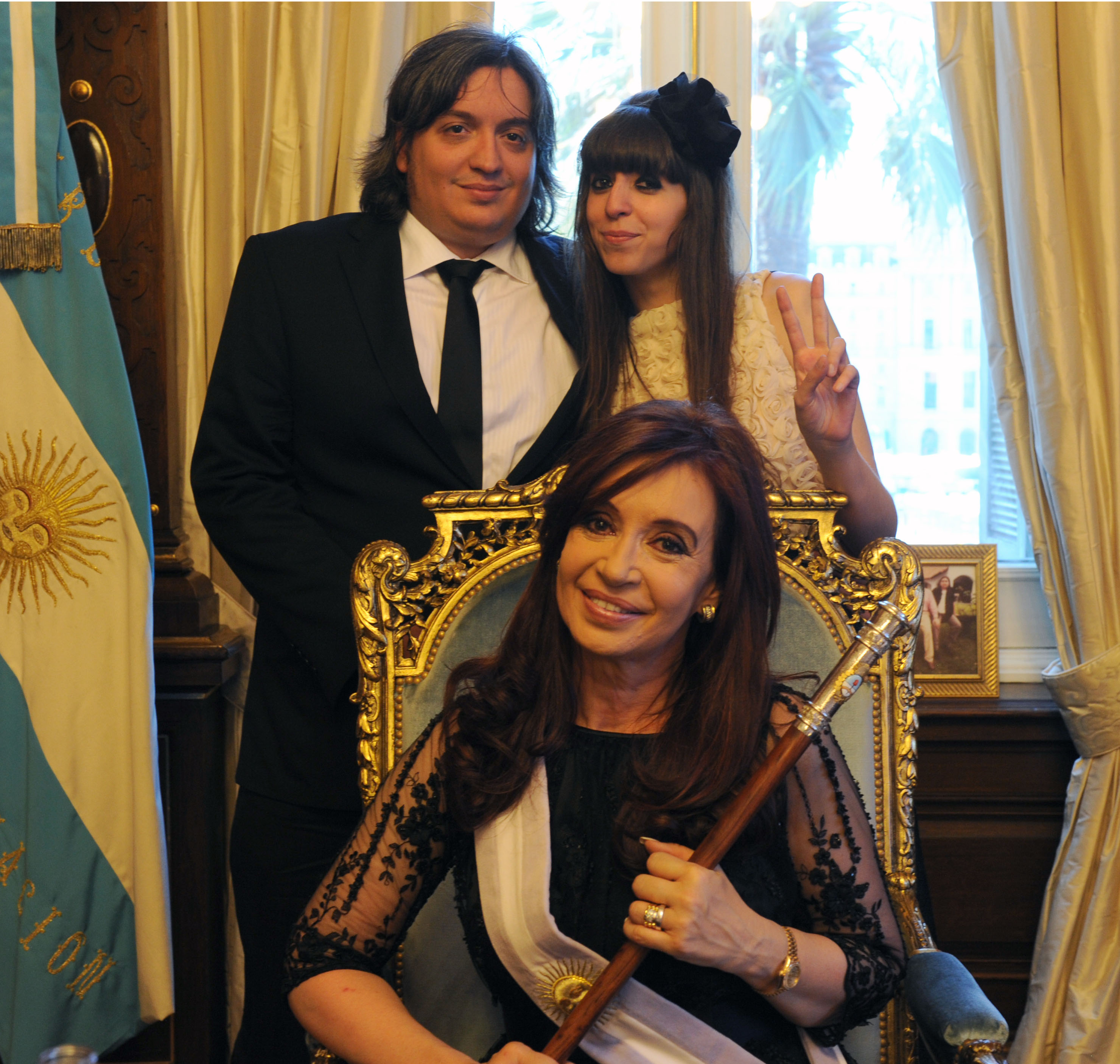
La famiglia Kirchner (Cristina con i figli Máximo e Florencia) nel 2011

Kirchner, ormai al secondo mandato, non si ripresentò alle elezioni presidenziali del 2015: il Partito Giustizialista candidò Daniel Scioli, sostenuto anche dai kirchneristi del Fronte per la Vittoria, che venne sconfitto al ballottaggio da Mauricio Macri, sostenuto da Cambiemos. L'avvicendamento con il nuovo presidente ha destato alcune polemiche, dal momento che Macri, sebbene avesse rilasciato dichiarazioni a giornali e televisioni nelle quali affermava che si era accordato con Cristina Kirchner affinché il suo insediamento avvenisse davanti al congresso argentino, ha poi richiesto che il suo insediamento avvenisse nella Casa Rosada (casa ufficiale del presidente della Repubblica Argentina). Tale richiesta, sebbene fosse incostituzionale (all'art. 93 della Costituzione argentina si stabilisce che il presidente deve prestare giuramento, e quindi ricevere il mandato dal presidente uscente, davanti al Congresso) è stata accolta da un giudice che ha emesso un provvedimento giudiziario volto a far terminare il mandato di Cristina Kirchner alle ore 00.00 del giorno 10 dicembre, affinché questa fosse obbligata a lasciare la Casa Rosada in piena notte e in modo da far sì che Mauricio Macri potesse giungere alla dimora presidenziale senza la presenza di Cristina Kirchner. È stata la prima volta dal ritorno della democrazia in Argentina che un presidente violava questo articolo della Costituzione (non tenendo conto della presa di potere di Alfonsín che però si trovava in una situazione anomala, dato che, fino poche ore prima della sua elezione, in Argentina vigeva una dittatura militare).

### Politiche della sua presidenza

#### Le nazionalizzazioni
Nel 2008 il governo nazionalizzò la compagnia aerea di bandiera, Aerolíneas Argentinas e Austral Líneas Aéreas. Venne anche nazionalizzato il sistema aeroportuale di Aeropuertos Argentina 2000, con la conseguente maxi-opera di ristrutturazione ed ampliamento dell'Aeroporto internazionale Ministro Pistarini-Ezeiza e Aeroparque Jorge Newbery.
L'amministrazione di Aerolíneas Argentinas è stata affidata ai giovani militanti dell'organizzazione La Campora, braccio politico giovanile del movimento kirchnerista. La gestione dell'azienda è stata segnata dal diffuso clientelismo, come la nomina in posti chiave di persone senza esperienza. Nel 2013, Aerolineas Argentina perdeva quasi un miliardo di dollari statunitensi all'anno e si collocava tra le compagnie aeree meno efficienti al mondo.
Il 17 marzo 2009 il governo annunciò che la ex "Fábrica Militar de Aviones" (FMA) sarebbe stata reincorporata all'apparato statale relativo al trasporto aereo. Fondata nel 1927, venne privatizzata nel 1995 e consegnata alla Lockheed Martin, durante il governo di Carlos Menem. Con questo progetto s'intendeva, oltre che recuperare la strada persa in ambito aeronautico, fornire eventuale appoggio per la manutenzione degli aerei della nuova compagnia statale argentina.
La decisione venne approvata alla camera con 152 voti favorevoli contro 21 astenuti.
Vennero nazionalizzati i fondi pensionistici e utilizzati nel finanziamento della crescente spesa pubblica.
Nel 2012 Cristina Fernández ha rinazionalizzato la YPF (Yacimientos Petrolíferos Fiscales), la compagnia energetica argentina fondata nel 1922 e privatizzata nel 1993 (vedi Politica energetica).

#### Programma di rimpatrio dei ricercatori all'estero
Il governo ha finora totalizzato 800 rimpatri di scienziati provenienti dall'estero, per quello che riguarda il progetto "RAICES".

#### Politica economica
La Kirchner proseguì la politica protezionista e dirigista del marito Néstor Kirchner tramite l'aumento della spesa pubblica e di dazi doganali. Iniziò la sua presidenza con un gradimento popolare superiore al 60% ma questa percentuale scese al 45% durante la grande protesta del settore agro-industriale. Essa fu causata dall'intenzione del governo di aumentare le imposte per le esportazioni di soia verso l'estero, motivata dal governo come un antidoto alla speculazione sui prezzi e freno alle vecchie lobby economiche e di potere che portarono alla bancarotta del 2001. A seguito delle protratte manifestazioni di protesta, il ministro Martín Lousteau, appena trentenne, si dimise.

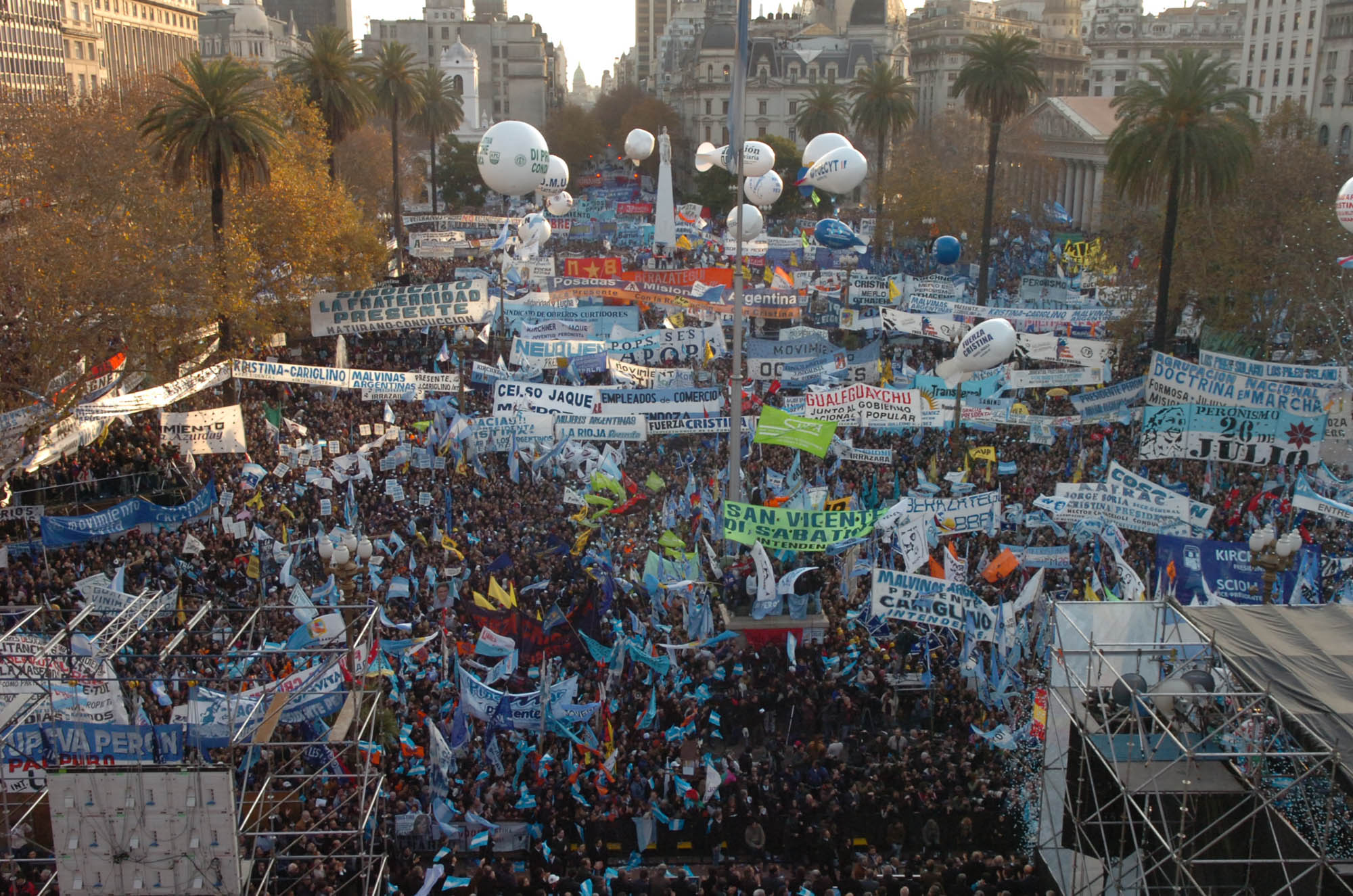
Mobilitazione in appoggio del governo, 18 giugno 2008.

La protesta durò ben 129 giorni, dall'11 marzo 2008 fino al 17 giugno 2008 giorno in cui il Senato negò il suo appoggio alla mozione "125/2008" del governo. Il vicepresidente e senatore Julio Cobos votò assieme a esponenti dell'opposizione contro il proprio governo aprendo una crisi politica che portò alle dimissioni anche del Capo di Gabinetto Alberto Fernández, sostituito da Sergio Massa. A fronte delle proteste nei confronti del governo i sostenitori del kirchnerismo organizzarono diverse contromanifestazioni in appoggio alla presidente. Nonostante l'alta affluenza nelle manifestazioni a favore del governo, la popolarità della Kirchner scese fino al 23% a luglio e da agosto in poi crebbe fino al 30%.
Le politiche interventiste sviluppate durante il "ciclo Kirchner", punteggiate da nazionalizzazioni e aumento della spesa pubblica, hanno portato ad un miglioramento della situazione economica dell'Argentina. In circa un decennio, il PIL è raddoppiato, stimolato da una crescita annua di oltre il 5,5% in media, nonostante i periodi di buio nel 2008 e 2009 e dopo il 2012; sono stati creati da cinque a sei milioni di posti di lavoro, con una diminuzione del tasso di disoccupazione dal 25% all'8%; il debito è stato ampiamente ridotto, passando dal 160% del PIL nel 2003 al 40%. Solo l'inflazione (stimata al 25% nel 2016 dall'FMI) contrasta con questo saldo.

#### Manipolazione dei dati sull'inflazione
Cristina Fernández assunse il suo incarico mentre emergeva lo scandalo dei dati dell'inflazione contraffatti dall'Istituto nazionale di statistiche (INDEC). Nel 2007, già con Néstor Kirchner presidente, l'INDEC intervenne per occultare dalle statistiche la crisi inflattiva galoppante. Nel 2012 l'inflazione reale si attestò, secondo istituti di ricerca privati e secondo il Fondo Monetario Internazionale, intorno al 30%, mentre l'INDEC la stimò al 9%. Nel 2013 l'Argentina è diventato il primo paese a subire la penalizzazione del Fondo Monetario Internazionale per la manipolazione di statistiche ufficiali.

#### La crisi mondiale del 2008
La crisi mondiale iniziata negli Stati Uniti nel 2008 indebolì l'economia argentina, allora in moderata crescita, aggravando problematiche economiche perduranti, che degenerarono nuovamente in un conflitto del governo della Kirchner col settore agricolo.
A seguito del vertiginoso incremento del valore internazionale della soia, ma in generale di tutti i prodotti agricoli, il governo decise di aumentare le tasse sulle esportazioni agricole: il ricavato, a dire del governo, avrebbe contribuito a potenziare i piccoli e medi agricoltori. Le proteste nuovamente eruppero: la metà dei parlamentari, durante la votazione per l'approvazione della nuova legge 125/2008, votò a sfavore; quando, per ultimo, toccò il turno del presidente della camera, Julio Cobos (vicepresidente della nazione e radicalista), egli fu contrario alla legge che dunque venne respinta. Questo generò una crisi interna nel partito di Cristina Fernández, la quale riuscì infine a riguadagnare terreno nel corso dei mesi. Il 26 novembre la presidente annunciò un piano anti-crisi così costituito:
- creazione del ministero della produzione;
- pacchetto anti-crisi con tre campi di applicazione[26]:
  1. moratoria tributaria e riduzione delle tasse sui prodotti agricoli;
  2. legalizzazione (entro i parametri di legge) dei lavoratori in nero, promozione (anche economica) e sostentamento del lavoro "in bianco";
  3. detassazione dei capitali in entrata dall'estero;
- piano di sviluppo delle infrastrutture legate alle imprese per 21 miliardi di dollari.

#### Assegno familiare
Il 29 ottobre 2009 Cristina Kirchner sancì con il decreto 1602/2009 che ogni figlio, minore dei 18 anni di età e avente almeno un genitore disoccupato o impiegato in nero, ricevesse per suo diritto una somma adeguata affinché il nucleo familiare uscisse dalla soglia di povertà.
Per poter ricevere tale beneficio i genitori dovevano sottoporre i propri figli al programma di vaccinazione obbligatoria (gratuita) fino ai 4 anni di età e attestare che avessero frequentato il periodo d'istruzione obbligatorio (dai 5 ai 18 anni).
Inoltre l'assegno fu esteso alle madri incinte.

#### Riduzione della povertà
Nel periodo che va dal 2006 al 2009, la povertà in Argentina è passata dal 21% all'11,3%. In base all'area geografica, la percentuale di persone povere nelle aree urbane è dell'11,4%, mentre nell'area metropolitana è del 9,6%.
Secondo la Commissione Economica per l'America Latina e i Caraibi, nel 2010 il livello di povertà si colloca come seconda più bassa in America Latina con un 11,3%, dietro soltanto all'Uruguay (10,7%). Si è vista, dunque, una riduzione del 34,1%, mentre l'indigenza è passata dal 7,2% al 3,8%.

#### Politica energetica
Nel 2003 Kirchner aveva ceduto la proprietà dei pozzi petroliferi alle province (fino a quel momento erano proprietà dello Stato nazionale). Frattanto, la mancanza di investimenti e la produzione declinante hanno convertito l'Argentina (uno dei paesi con maggiori riserve di idrocarburi non convenzionali) in un importatore netto di combustibili. Nel 2012, le importazioni di gas e petrolio hanno superato i dieci miliardi di dollari.
Anche per questo, nel 2012 Cristina Fernández ha rinazionalizzato la YPF (Yacimientos Petrolíferos Fiscales), la compagnia energetica argentina fondata nel 1922 e privatizzata nel 1993, denunciando il fatto che investimenti scarsi e dividendi eccessivi da parte della proprietaria Repsol avevano causato un calo della produzione. Lo Stato ha quindi riacquistato una quota del 51%, mentre il restante 49% è stato dato a dieci province. Nei successivi due anni, la produzione di gas e petrolio è tornata ad aumentare, con l'obiettivo di avvicinarsi all'autosufficienza energetica.

#### Istruzione ed educazione
La politica educativa gestita da Cristina Fernández è il prosieguo di un progetto condiviso con suo marito Néstor Kirchner, ex presidente argentino, scomparso nel 2010. La percentuale del PIL destinata all'istruzione è cresciuta dal 3,64% nel 2003 al 6,02% nel 2010; ovvero c'è stato un incremento considerevole di milioni di pesos argentini: da 14.501 milioni nel 2003 a 89.924 milioni nel 2010 ovvero il 520% in più. Il periodo che va dal 2003 al 2010 è caratterizzato da un'importantissima serie di progetti nazionali che vedono la realizzazione di numerose scuole, evento che non si ripeteva dal programma quinquennale di Perón, attuato tra il 1947 ed il 1951, che detiene tuttora il primato in tale settore.
Tra il 1969 e il 2003 i diversi governi nazionali finanziarono la costruzione di un totale di 427 scuole, mentre dal 2003 al 2010 ne sono state costruite più di mille, frequentate da più di mezzo milione di alunni.

#### I riconoscimenti internazionali

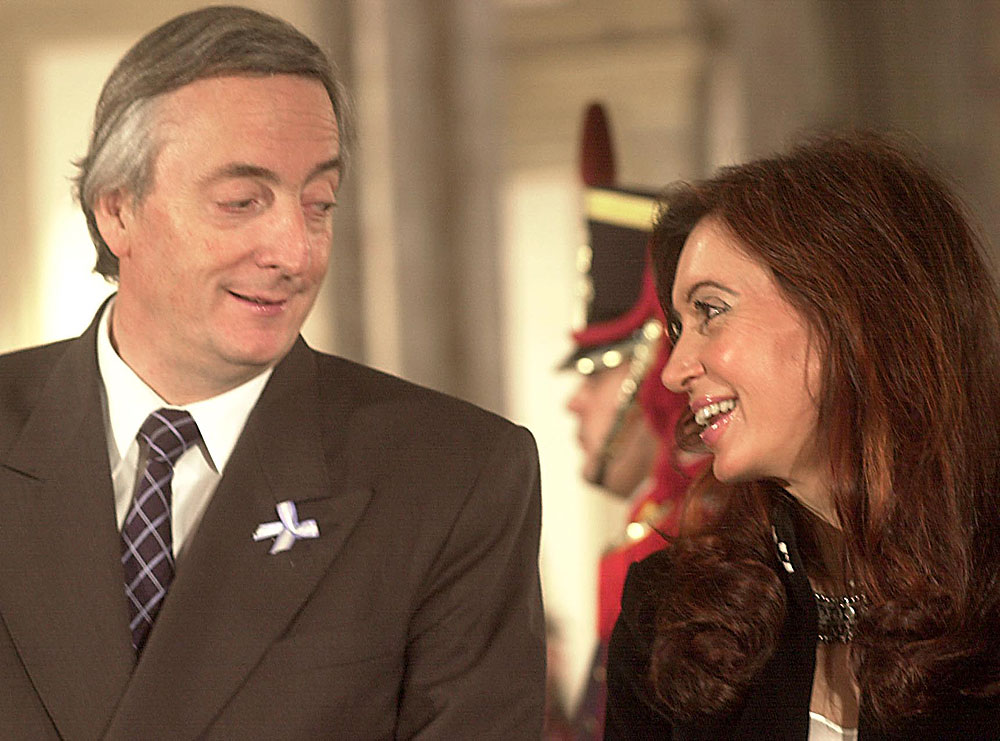
Cristina Fernández in compagnia del marito e presidente Néstor Carlos Kirchner, ritratti nel maggio 2004.
Foto: Presidencia de la Nación

Per la lotta alla fame la Kirchner viene insignita dalla FAO della medaglia Ceres. Da diversi anni l'Argentina ha attuato importanti azioni per la riduzione del tasso di povertà: costruendo reti fognarie in diversi quartieri della provincia di Buenos Aires e fornendo acqua, luce e gas ai residenti; sono stati stanziati milioni di pesos per la costruzione di migliaia di scuole, centinaia di ospedali e decine d'università; nelle aree più povere dell'Argentina sono state donate nuove abitazioni, complete di arredi, alle famiglie più disagiate garantendo, nello stesso tempo, la possibilità d'impiego ai disoccupati.

## Gli anni successivi
Il 7 aprile 2016 ha fondato l'Istituto Patria, un think tank che ha come obiettivi la promozione del pensiero latinoamericano, la ricerca dei processi politici della regione e lo sviluppo di politiche inclusive.
Nel 2017 è stata eletta al Senato argentino, nel collegio di Buenos Aires, insediandosi il 10 dicembre.

### Vicepresidente dell'Argentina
Il 27 ottobre 2019, Cristina Fernández de Kirchner è stata eletta vicepresidente dell'Argentina, mentre alla presidenza è stato eletto Alberto Fernández (nessuna parentela), con la coalizione Fronte di Tutti. Si è dimessa dal Senato il 27 novembre 2019 per essere sostituita dall'ex ministro degli Esteri Jorge Taiana dopo l'assunzione della vice presidenza. Si tratta del primo ex presidente ad assurgere a tale carica.

### Tentato omicidio
Il 1° settembre 2022 durante un incontro con alcuni suoi sostenitori davanti alla sua residenza nel quartiere Recoleta di Buenos Aires un uomo ha tentato di assassinare la vicepresidente dell'Argentina puntandole una pistola al volto a distanza ravvicinata sotto gli occhi delle telecamere, al momento dello sparo l'arma si è però inceppata salvandole la vita. L'attentatore è stato prontamente arrestato.
L'attentatore è stato identificato come Fernando André Sabag Montiel un uomo trentacinquenne nato in Brasile e residente in Argentina dal 1993, un tatuaggio sul braccio raffigurante un Schwarze Sonne ha fatto sospettare possibili vicinanze ad ambienti neofascisti. Le indagini sulle motivazioni dell'attentato sono tuttora in corso.

### Condanna per corruzione
Il 6 dicembre 2022, il Tribunale di primo grado ha condannato Fernández de Kirchner a sei anni di carcere e all'interdizione a vita dai pubblici uffici per corruzione. Fernández de Kirchner ha dichiarato la sua intenzione di impugnare il verdetto. Ha negato le accuse contro di lei. Tuttavia, ha detto che non si candiderà per la rielezione l'anno successivo. Il 13 novembre 2024 la Corte di Cassazione ha confermato la condanna a sei anni di reclusione pronunciata contro Cristina Kirchner per “frode” e “corruzione”.
Attualmente sta scontando la pena agli arresti domiciliari.

## Vicende giudiziarie

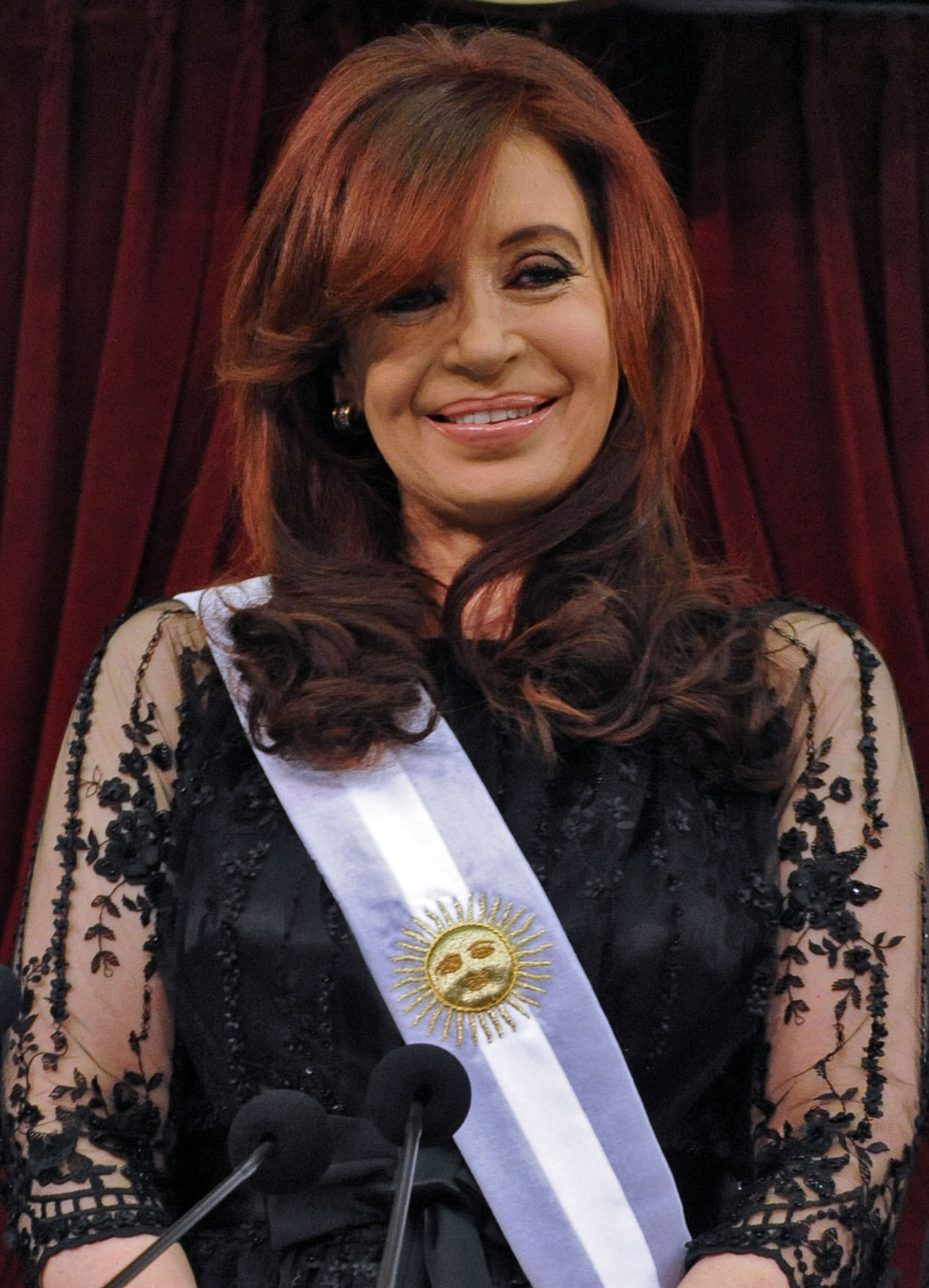
Cristina Fernández de Kirchner come presidente della Nazione durante il secondo mandato (2011)

Il procuratore generale Alberto Nisman, poi trovato morto assassinato, nel suo appartamento a Buenos Aires il 19 gennaio 2015, accusò Cristina Kirchner e altri politici di avere cospirato per insabbiare un'indagine riguardante il presunto coinvolgimento dell'Iran in un attacco esplosivo in un centro ebraico a Buenos Aires nel 1994, attentato perpetrato secondo il governo argentino dell'epoca dal gruppo libanese Hezbollah, supportato dall'Iran, e che causò la morte di 85 persone; secondo le accuse, Kirchner avrebbe chiesto al suo ministro degli Esteri Héctor Timerman e ad altri funzionari di attivarsi per trovare una forma di immunità diplomatica per alcuni iraniani sospettati dell'attacco, sperando così di migliorare i rapporti diplomatici e commerciali con l'Iran al fine d'ottenere forniture di petrolio a prezzi più vantaggiosi e attenuare di conseguenza i problemi dovuti alla crisi energetica ed economica in Argentina. La teoria di Nisman era stata poi appoggiata dal procuratore federale Gerardo Pollicita, nominato a capo dell'inchiesta dopo la morte di Nisman: Pollicita presentò il caso a Daniel Rafecas, che doveva decidere se procedere o no all'incriminazione. Nisman avrebbe dovuto presentarsi di fronte a una commissione parlamentare il giorno dopo la propria morte per esporre gli sviluppi della sua inchiesta.
Dopo l'accusa del 15 febbraio, il giudice federale argentino Daniel Rafecas, che doveva giudicare sull'inchiesta, ha infine deciso, il 26 febbraio 2015, di non proseguire e ritirare la domanda di incriminazione contro la presidente Cristina Kirchner e i membri del suo governo e del suo seguito, affermando che non vi sono prove nei documenti di Nisman: «Non c'è una sola prova o un solo indizio, nemmeno circostanziale, che punti verso il capo di Stato».
Membri dei servizi segreti argentini sembrano aver manipolato Alberto Nisman per mantenere la pista iraniana, nonostante la mancanza di prove. Un agente americano dell'FBI che ha partecipato alle indagini ha riconosciuto nel 2020 che tutto è stato fatto per raggiungere "una conclusione predeterminata", che faceva comodo agli Stati Uniti e a Israele in un contesto di forti tensioni con l'Iran. Numerose testimonianze descrivono il procuratore Nisman come molto nervoso nelle 24 ore precedenti la sua morte. Diversi scambi raccolti dai giornalisti indicano che gli erano state promesse prove del coinvolgimento iraniano, che non ha mai ricevuto. Inoltre, il procuratore ha messo in dubbio la credibilità delle informazioni fornitegli da un agente, che apparentemente non era un membro dei servizi segreti. Nisman sembrava quindi temere di essere stato vittima di una manipolazione. Un documentario del regista britannico Justin Webster rafforza il sospetto di un accordo politico. Il documentario si concentra sulla personalità di Antonio Jaime Stiuso, uomo forte dell' intelligence per oltre quattro decenni fino alla sua destituzione da parte del presidente Cristina Fernández de Kirchner, noto per essere stato il principale informatore di Nisman. Secondo l'esperto interpellato dal giornalista, la disposizione del sangue sul terreno esclude la possibilità che Nisman non fosse solo quando è stato esploso il proiettile.
Nel giugno 2025 Corte Suprema dell'Argentina ha confermato la condanna a sei anni di carcere e il divieto a ricoprire cariche pubbliche per l'ex presidente Kirchner per corruzione.

## Stile
La Kirchner è famosa per essere appassionata di vestiti di lusso. Secondo il Times, "Cristina ha utilizzato il suo stile e la sua sensualità come potenti armi per realizzare un obiettivo che neppure la leggendaria Evita Perón è stata in grado di raggiungere".
Cristina è stata criticata (sia dai media che dal mondo politico) per le spese esagerate sostenute per i suoi capi d'abbigliamento, per i suoi monili e per le sue calzature. La signora indossa raramente lo stesso capo due volte. La Kirchner è stata criticata anche a causa dei suoi ritardi a vari vertici con i capi di Stato e di governo internazionali cagionati dalle lungaggini occorse alla sua vestizione. Dopo la morte del marito Néstor usa indossare solamente abiti scuri. Secondo il periodico settimanale Perfil, la presidente ha portato finora più di duecento abiti scuri.

## Opere
- Pensando en la Argentina, prefazione di Ricardo Lagos, Planeta, Buenos Aires, 2007 ISBN 978-950-49-1794-6
- Una política exterior soberana, Colihue, Buenos Aires, 2015 ISBN 978-987-68-4518-2
- Sinceramente, Sudamericana, Buenos Aires, 2019 ISBN 978-950-07-6303-5